# Bombologno
Bombologno de Musolinis, anche Bombologno da Bologna (fl. XIII secolo), è stato un filosofo, religioso e accademico italiano.

## Biografia
I dettagli sulla vita di Bombologno sono molto scarsi e solo un documento medievale fa riferimento alla sua appartenenza alla famiglia bolognese de Musolinis di Strada Maggiore. Altri ritengono provenisse da Gabiano, ma non è certo. Probabilmente studiò all'università di Parigi; rientrato a Bologna divenne uno dei principali dottori della città.
Fu uno dei primi domenicani bolognesi, prendendo i voti nel nuovo convento di San Domenico. Divenne quindi predicatore e doveva essere piuttosto popolare; beneficiò infatti di una donazione disposta dalla nobildonna Lorenza Bandini nel proprio testamento, datato 4 aprile 1266. L'11 febbraio 1277 comparve invece nel testamento di Giovanni Beccari, dov'era indicato come lettore dell'università di Bologna. Insegnava logica e filosofia, concentrandosi soprattutto sulle opere di Aristotele, Porfirio, Gilberto Porretano e soprattutto Pietro Lombardo.
Rimase lettore almeno fino al 1279, mentre già l'anno successivo compariva al suo posto un tale Azzone da Pavia. Il Libellum funerum, scritto nel convento di San Domenico nel 1291, lo dava per morto e non è quindi improbabile che la fine del suo incarico nel 1279-80 sia corrisposta al suo decesso.

## Pensiero
Il pensiero di Bombologno è stato oggetto di studio soprattutto del cardinale Franz Ehrle e del sacerdote e storico Martin Grabmann. A differenza di molti altri filosofi del tempo, le sue fonti sono chiaramente identificabili; si basava infatti prevalentemente su contemporanei come san Tommaso d'Aquino (che forse conobbe personalmente) e sul pensiero di Aristotele. Utilizzava ampiamente anche i lavori di filosofi arabi come Averroè, Avicenna e Al-Ghazali.
Nonostante sia un autore medievale minore, spicca per originalità e complessità di pensiero.